# Mörk tapakul
Mörk tapakul (Scytalopus fuscus) är en fågel i familjen tapakuler inom ordningen tättingar.

## Utbredning och systematik
Fågeln förekommer i Anderna i centrala Chile (Atacama till Bio-Bio). Den behandlas som monotypisk, det vill säga att den inte delas in i några underarter.

## Status
IUCN kategoriserar arten som livskraftig.